# Pierre Basterrêche
Pour les articles homonymes, voir Basterrêche.
Pierre Basterrêche est un homme politique français né le 24 mars 1761 à Bayonne (Pyrénées-Atlantiques) et décédé à une date inconnue.

## Biographie
Négociant et armateur à Bayonne, il est député des Pyrénées-Atlantiques de 1819 à 1820, il est un membre influent de la gauche libérale. Il est le père de Joseph Basterrêche, député sous la Monarchie de Juillet.